# Campionato sudamericano per club 2020 (pallavolo maschile)
Il campionato sudamericano per club 2020 si è svolto dall'11 al 15 febbraio 2020 a Contagem, in Brasile: al torneo hanno partecipato sei squadre di club sudamericane e la vittoria finale è andata per la settima volta, la quinta consecutiva, al Sada.

## Impianti
|                                                                  |  |  |
|                                                                  |  |  |
| Ginásio do Riacho Città: Contagem Capienza: - Anno d'apertura: - |  |  |

## Regolamento

### Formula
Le squadre hanno disputato una prima fase a gironi con formula del girone all'italiana; al termine della prima fase:
- Le prime due classificate di ogni girone hanno acceduto alla fase finale per il primo posto strutturata in semifinali, finale per il terzo posto e finale.
- L'ultima classificata di ogni girone ha acceduto alla finale per il quinto posto.

### Criteri di classifica
Se il risultato finale è stato di 3-0 o 3-1 sono stati assegnati 3 punti alla squadra vincente e 0 a quella sconfitta, se il risultato finale è stato di 3-2 sono stati assegnati 2 punti alla squadra vincente e 1 a quella sconfitta.
L'ordine del posizionamento in classifica è stato definito in base a:
- Punti;
- Numero di partite vinte;
- Ratio dei set vinti/persi;
- Ratio dei punti realizzati/subiti.

## Squadre partecipanti
| Squadra         | Qualificazione                                   | Ultima partecipazione                 |
| --------------- | ------------------------------------------------ | ------------------------------------- |
| Bolívar         | Vincitrice Liga Argentina de Voleibol 2018-19    | Campionato sudamericano per club 2018 |
| UPCN            | Vincitrice della Coppa Argentina 2019            | Campionato sudamericano per club 2019 |
| Club San Martín | Vincitrice Super Liga Boliviana de Voleibol 2019 | Campionato sudamericano per club 2017 |
| Funvic          | Vincitrice Superliga Série A 2018-19             | Campionato sudamericano per club 2016 |
| Sada            | Squadra organizzatrice                           | Campionato sudamericano per club 2019 |
| Regatas Lima    | Vincitrice Liga Nacional Superior 2018-19        | Campionato sudamericano per club 2019 |
| Juan Ferreira   | Vincitrice Super Liga Uruguaya de Voleibol 2019  | Debutto                               |

## Torneo

### Fase a gironi
| Girone A     | Girone B      |
| ------------ | ------------- |
| Funvic       | Bolívar       |
| Regatas Lima | Sada          |
| UPCN         | Juan Ferreira |

#### Girone A

##### Risultati
| 11 febbraio 2020 Ginásio do Riacho, Contagem Durata: ? - Spettatori: ? | UPCN   | 3 - 0 | Regatas Lima | 25-17, 25-16, 25-18        |
| 12 febbraio 2020 Ginásio do Riacho, Contagem Durata: ? - Spettatori: ? | Funvic | 3 - 0 | Regatas Lima | 25-16, 25-20, 25-13        |
| 13 febbraio 2020 Ginásio do Riacho, Contagem Durata: ? - Spettatori: ? | Funvic | 1 - 3 | UPCN         | 31-33, 23-25, 25-19, 24-26 |

##### Classifica
| Pos. | Squadra      | Pt | G | V | P | SV | SP | Ratio | PF  | PS  | Ratio |
| ---- | ------------ | -- | - | - | - | -- | -- | ----- | --- | --- | ----- |
| 1.   | UPCN         | 6  | 2 | 2 | 0 | 6  | 1  | 6,000 | 178 | 154 | 1,155 |
| 2.   | Funvic       | 3  | 2 | 1 | 1 | 4  | 3  | 1,333 | 178 | 152 | 1,171 |
| 3.   | Regatas Lima | 0  | 2 | 0 | 2 | 0  | 6  | 0,000 | 100 | 150 | 0,666 |

      Qualificata alla fase finale per il primo posto.
      Qualificata alla finale per il quinto posto.

#### Girone B

##### Risultati
| 11 febbraio 2020 Ginásio do Riacho, Contagem Durata: ? - Spettatori: ? | Sada    | 3 - 0 | Juan Ferreira | 25-14, 25-14, 25-14 |
| 12 febbraio 2020 Ginásio do Riacho, Contagem Durata: ? - Spettatori: ? | Sada    | 3 - 0 | Bolívar       | 25-18, 29-27, 25-23 |
| 13 febbraio 2020 Ginásio do Riacho, Contagem Durata: ? - Spettatori: ? | Bolívar | 3 - 0 | Juan Ferreira | 25-13, 25-13, 25-16 |

##### Classifica
| Pos. | Squadra       | Pt | G | V | P | SV | SP | Ratio | PF  | PS  | Ratio |
| ---- | ------------- | -- | - | - | - | -- | -- | ----- | --- | --- | ----- |
| 1.   | Sada          | 6  | 2 | 2 | 0 | 6  | 0  | MAX   | 154 | 110 | 1,400 |
| 2.   | Bolívar       | 3  | 2 | 1 | 1 | 3  | 3  | 1,000 | 143 | 121 | 1,181 |
| 3.   | Juan Ferreira | 0  | 2 | 0 | 2 | 0  | 6  | 0,000 | 84  | 150 | 0,560 |

      Qualificata alla fase finale per il primo posto.
      Qualificata alla finale per il quinto posto.

### Fase finale

#### Finale 1º e 3º posto
|  | Semifinali | Semifinali | Semifinali |                 |    | Finale | Finale  | Finale |
|  |            |            |            |                 |    |        |         |        |
|  | 1B         | Sada       | 3          |                 |    |        |         |        |
|  | 1B         | Sada       | 3          |                 |    |        |         |        |
|  | 2A         | Funvic     | 2          |                 |    |        |         |        |
|  | 2A         | Funvic     | 2          |                 | 1B | Sada   | 3       |        |
|  |            |            |            |                 | 1B | Sada   | 3       |        |
|  |            |            |            |                 |    | 1A     | UPCN    | 1      |
|  | 1A         | UPCN       | 3          |                 |    | 1A     | UPCN    | 1      |
|  | 1A         | UPCN       | 3          |                 |    |        |         |        |
|  | 2B         | Bolívar    | 1          |                 |    |        |         |        |
|  | 2B         | Bolívar    | 1          | Finale 3° posto |    |        |         |        |
|  |            |            |            |                 |    |        |         |        |
|  |            |            |            |                 |    | 2A     | Funvic  | 3      |
|  |            |            |            |                 |    | 2A     | Funvic  | 3      |
|  |            |            |            |                 |    | 2B     | Bolívar | 1      |

##### Semifinali
| 14 febbraio 2020 Ginásio do Riacho, Contagem Durata: ? - Spettatori: ? | Sada | 3 - 2 | Funvic  | 23-25, 25-16, 21-25, 25-23, 15-13 |
| 14 febbraio 2020 Ginásio do Riacho, Contagem Durata: ? - Spettatori: ? | UPCN | 3 - 1 | Bolívar | 25-23, 21-25, 26-24, 25-22        |

##### Finale 3º posto
| 15 febbraio 2020 Ginásio do Riacho, Contagem Durata: ? - Spettatori: ? | Funvic | 3 - 1 | Bolívar | 25-19, 26-24, 21-25, 25-13 |

##### Finale
| 15 febbraio 2020 Ginásio do Riacho, Contagem Durata: ? - Spettatori: ? | Sada | 3 - 1 | UPCN | 25-18, 14-25, 25-19, 25-23 |

#### Finale 5º posto
| 15 febbraio 2020 Ginásio do Riacho, Contagem Durata: ? - Spettatori: ? | Regatas Lima | 3 - 0 | Juan Ferreira | 25-18, 25-18, 25-13 |

## Classifica finale
| Pos | Squadre       | Qualificazione                |
| --- | ------------- | ----------------------------- |
|     | Sada          | Coppa del Mondo per club 2020 |
|     | UPCN          |                               |
|     | Funvic        |                               |
| 4   | Bolívar       |                               |
| 5   | Regatas Lima  |                               |
| 6   | Juan Ferreira |                               |

## Premi individuali
| Premio                | Nome                | Squadra |
| --------------------- | ------------------- | ------- |
| MVP                   | Fernando Kreling    | Sada    |
| Miglior palleggiatore | Sebastián Brajkovic | UPCN    |
| Miglior opposto       | Luan Weber          | Sada    |
| Miglior schiacciatore | Facundo Conte       | Sada    |
| Miglior schiacciatore | Miguel Ángel López  | UPCN    |
| Miglior centrale      | Otávio Pinto        | Sada    |
| Miglior centrale      | Maurício de Souza   | Funvic  |
| Miglior libero        | Nicolás Perren      | UPCN    |